# Momo Kodama
Momo Kodama (児玉 桃, Kodama Momo) (Osaka, 1972) est une pianiste classique japonaise.
Elle est née à Osaka mais grandit en Europe où elle fréquente le Conservatoire de Paris avec sa sœur aînée Mari, elle aussi pianiste. Elle est, à dix-neuf ans, la plus jeune lauréate du Concours international de piano de Munich. Depuis lors, elle joue avec divers orchestres symphoniques et festivals culturels en Europe et en Amérique latine. Elle a gravé une dizaine d'enregistrements.

## Biographie

### Formation
Kodama naît à Osaka, mais passe ses premières années en Europe. Sa famille y déménage en 1973 où Momo fréquente une école en Allemagne,,. Elle commence à jouer du piano à l'âge de trois ans, comme sa sœur aînée Mari. Elle se prépare trois ans avec Germaine Mounier pour effectuer ses études professionnelles au Conservatoire national supérieur de musique de Paris, dès ses treize ans (1985),. Momo Kodama étudie ensuite avec Murray Perahia, András Schiff, Vera Gornostayeva et Tatiana Nikolaïeva

### Carrière
Momo Kodama fait ses débuts sur l'estrade en 1991, elle joue avec le Philharmonique de Berlin, le Symphonique de Boston, le Symphonique de la NHK, l'Orchestre de la NDR de Hamburg, l'Orchestre de chambre de Paris, l'Orchestre Philharmonique de Radio France et le Philharmonique de Liverpool,,, sous la direction de Seiji Ozawa, Eliahu Inbal, Roger Norrington, Lawrence Foster, Kent Nagano et Andre Previn.
Elle collabore avec les violonistes Christian Tetzlaff, Renaud Capuçon, Augustin Dumay, Yuzuko Horigome ; les violoncellistes Gautier Capucon, Steven Isserlis et sa sœur, la pianiste Mari Kodama ; et le clarinettiste Jörg Widmann.
Kodama apparaît régulièrement dans divers festivals culturels tels que le Marlboro aux États-Unis, Verbier en Suisse ; le Festival de La Roque-d'Anthéron et le Festival d'Automne en France, le festival Enesco en Roumanie, le Festival Tivoli au Danemark, Settembre Music en Italie et Schleswig-Holstein en Allemagne. Elle s'est également produite au festival Beethoven en Colombie, en 2013 et avec sa sœur, au Festival Internacional Cervantino au Mexique en 2014.
Elle remporte son premier grand prix en première place, au Concours International d'Epinal en 1987. Kodama était, à dix-neuf ans, la plus jeune lauréate du Concours international de piano de Munich,. Elle remporte ensuite le prix international Terence Judd 1999, en Angleterre et le prix Saji Keizo 2011 de la Fondation Suntory.

## Style et répertoire
Son répertoire s'étend de la période classique jusqu'à la création contemporaine,(œuvres de Ichiro Nodaïra, Toshio Hosokawa, Olivier Messiaen et Jörg Widmann.) 
Son jeu est décrit comme « cristallin », avec Philip Kennicott qui a déclaré : « Elle est une interprète délicate en matière de textures et de transparence. Sa redécouverte occasionnelle du calme était rafraîchissante et elle rachetait ces rares moments où Tchaïkovski disait deux choses en même temps plutôt qu'une seule avec insistance. Il semble y avoir une compréhension des œuvres ».

## Discographie
- Debussy, Impressions (2002)
- Chopin, Œuvres pour piano : Impromptus, Sonate no 3, 3 Écossaises, Scherzo no 3 (1-3 octobre 2003, Octavia Records/Triton) (OCLC 1010887569)
- Messiaen, Vingt Regards sur l'enfant-Jésus (février/juin 2005, 2 SACD Octavia Records/Triton OVCT-0031) (OCLC 762670338)
- Messiaen, Catalogue d'oiseaux, (février/avril 2009, 3 SACD Octavia Records/Triton  OVCT-00060) (OCLC 762670350)
- La Vallée des cloches : Maurice Ravel (Miroirs), Tōru Takemitsu (Rain tree sketch), Olivier Messiaen (La fauvette des jardins) (septembre 2012, ECM Records ECM 2343)[10] (OCLC 866940849)
- Hosokawa, Œuvres pour orchestre vol. 1 : Lotus under the moonlight, hommage à Mozart, piano concerto -  Momo Kodama, piano ; Stefan Dohr, cor ; Anssi Karttunen, violoncelle ; Royal Scottish National Orchestra, dir. Jun Märkl (10-11 juin 2013, Naxos) (OCLC 937884066)
- Point et Ligne : Debussy et Hosokawa, Études (janvier 2016, ECM Records 481 4738) (OCLC 981943515)
- Tchaïkovski - Suites de ballet pour duo de pianos - Mari Kodama, Momo Kodama (avril 2016, SACD Pentatone PTC 5186579) (OCLC 968163543)
- Martinů - Concertos pour deux pianos H. 292 - Mari Kodama, Sarah Nemtanu, Deborah Nemtanu, Magali Demesse ; Orchestre philharmonique de Marseille, dir. Lawrence Foster (20-30 juin 2017, SACD Pentatone PTC 5186658) (OCLC 1040685888) — avec le double concerto pour violon, H. 329 et la Concerto-rhapsodie pour alto et orchestre, H. 337.
- Hosokawa: Lotus under the moonlight, Mozart:Piano Concerto KV488- Mito chamber Orchestra, dir. Seiji Ozawa (mars 2021, ECM Records)

DVD
- Une nuit de rythme et de danse. En direct du Waldbühne, Berlin : Jean Pascal Beintus, He got rhythm : Hommage à George Gershwin - avec Mari Kodama ; Orchestre philharmonique de Berlin, dir. Kent Nagano (concert, 25 juin 2000, NKH/Mezzo—EuroArts) (OCLC 53137452)